# William Parsons

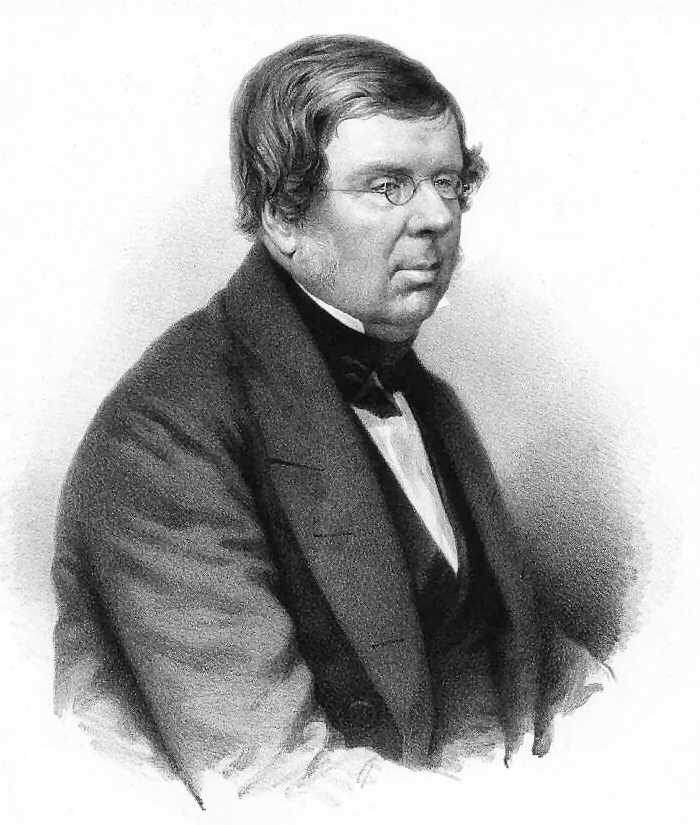
William Parsons

William Parsons (York, 17 juni 1800 - Birr Castle, 31 oktober 1867), ook wel bekend als Lord Rosse, was een Iers edelman en belangrijk amateur-astronoom. Hij studeerde aan de Universiteit van Oxford. Hij had een eigen sterrenwacht op zijn landgoed Birr Castle waar hij de beschikking had over de grootste spiegeltelescopen van zijn tijd. De grootste daarvan, de "Leviathan van Parsonstown", had een objectiefdiameter van 183 cm en was recordhouder tot de bouw van de Hooker-telescoop van 250 cm in 1917.

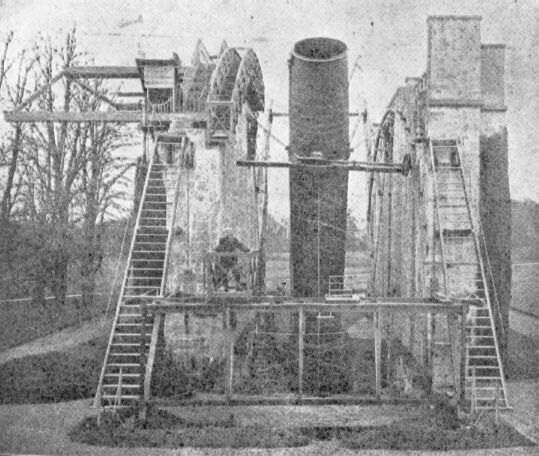
Leviathan

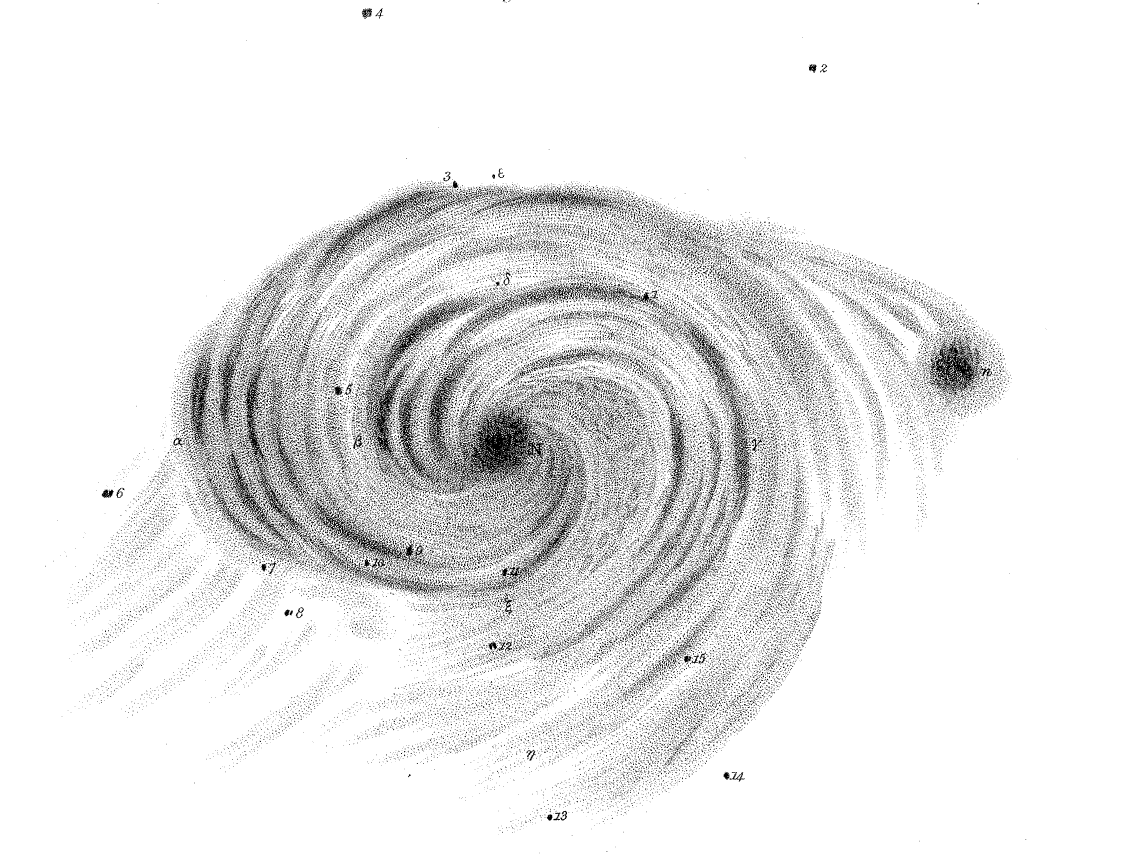
Tekening van William Parsons van Messier 51 (1850)

Lord Rosse ontdekte de spiraalstructuur in sterrenstelsels, hij was degene die de term "spiraalnevel" introduceerde.

## Assistenten
Veel van de door William Parsons ontdekte astronomische objecten werden, na grondig onderzoek, erkend als de ontdekkingen van zijn assistenten Johnstone Stoney, Bindon Blood Stoney (1828-1909), en R. J. Mitchell. Aanvankelijk werd, tijdens het tot stand komen van Johann Dreyer's New General Catalogue, aangenomen dat Parsons 225 objecten had ontdekt. Van deze 225 zijn slechts de sterrenstelsels NGC 1130 en NGC 1131 echt door Parsons ontdekt.

## Vernoemd
De maankrater Rosse is naar hem vernoemd.
- Bibsys: 8042640
- Bibliothèque nationale de France: cb17808791h (data)
- Gemeinsame Normdatei: 117595888
- International Standard Name Identifier: 0000 0000 8232 2468
- Library of Congress Control Number: n87822627
- Nationale Bibliotheek van Tsjechië: js20031027007
- Nationale Bibliotheek van Israël: 987007423721605171
- Nederlandse Thesaurus van Auteursnamen: 117326569
- PIC: 273430
- LIBRIS: 262263
- SNAC: w61j9h42
- Système universitaire de documentation: 084997656
- Virtual International Authority File: 9670149296300680670003